# فریدون علا
فریدون علاء (زاده ۲۷ اسفند ۱۳۰۹ خورشیدی در پاریس) پزشک، متخصصِ برجستهٔ خون‌شناسی، محقق، تاریخ‌شناس و استاد سابق دانشگاه است.
از فریدون علاء به عنوان «پدر جامعه هموفیلی ایران»، عضو افتخاری فرهنگستان علوم پزشکی ایران و یکی از متخصصان علوم پزشکی در ایران است.

او فرزند حسین علاء است.
او را بنیادگذار اولیه سازمان ملی انتقال خون ایران می‌دانند که سال‌هاست برای توسعه و ارتقای آن از هیچ کوششی فروگذار نیست. بدین ترتیب همه آنچه که در بعد از انقلاب از او می‌دانیم مربوط به آموزه‌هایی است که او از علوم پزشکی تجربه کرده‌است. اما در همه این سال‌ها، این مانع از آن نشد که او از تحقیق و پژوهش پیرامون تاریخ معاصر ایران باز بماند. مخصوصاً بخشی از کنکاش‌ها و کاوشگری‌های او مربوط به سال‌های دهه ۲۰ الی ۴۰ شمسی است که پدرش در جایگاه مهم‌تری ـ نخست‌وزیر و وزیر دربارـ نسبت به سنوات دیگر عمر خود بسر می‌برده است.